# Breezy Johnson
Breanna Noble "Breezy" Johnson, född 19 januari 1996, är en amerikansk alpin skidåkare i USA:s landslag (mars 2021). Hon tävlar i fartgrenarna, störtlopp och super-G.
Född i Jackson, Wyoming  men uppvuxen i närliggande Victor, Idaho  gjorde Johnson världscupdebut i december 2015. I sin första fullständiga världscupsäsong 2017 slutade hon artonde i störtloppscupen. Under världscupavslutningen i mars i Aspen kraschade Johnson under störtloppstävlingen och fick en fraktur i sitt vänstra ben.  Johnson återhämtade sig snabbt från denna skada och säsongen 2018 avslutade hon på elfte plats i störtloppsvärldscupen. Hon tävlade även i vinter-OS och slutade på sjunde plats i störtlopp och fjortonde i super-G.
Under träningen i Chile i september 2018 slet Johnson delvis av sitt högra främre korsband (ACL) och missade säsongen 2019. Efter att ha återvänt till träning slet hon av sitt vänstra bakre korsband (PCL) och andra delar (MCL) i vänster knä i juni 2019.
Hon återkom till världscupen i januari 2020 med en 25:e placering i störtlopp i Altenmarkt och följde upp med två topp-tio placeringar i rad i Bansko. Hennes första pallplats i världscupen kom i december 2020 i störtloppet i Val d'Isère.
Vid VM 2025 i Saalbach-Hinterglemm tog Johnson guld i störtlopp och i lagkombination tillsammans med Mikaela Shiffrin.

## Världscupresultat

### Slutplacering
| Säsong |        |                                              |                                              |                                              |                                              |                                              |                                              |
| Ålder  | Totalt | Slalom                                       | Storslalom                                   | Super G                                      | Störtlopp                                    | Kombination                                  |                                              |
| 2016   | 20     | 125                                          | —                                            | —                                            | —                                            | 50                                           | —                                            |
| 2017   | 21     | 53                                           | —                                            | —                                            | 36                                           | 18                                           | —                                            |
| 2018   | 22     | 39                                           | —                                            | —                                            | 44                                           | 11                                           | —                                            |
| 2019   | 23     | Skadad under sommaren: missade hela säsongen | Skadad under sommaren: missade hela säsongen | Skadad under sommaren: missade hela säsongen | Skadad under sommaren: missade hela säsongen | Skadad under sommaren: missade hela säsongen | Skadad under sommaren: missade hela säsongen |
| 2020   | 24     | 38                                           | —                                            | —                                            | 41                                           | 20                                           | 30                                           |
| 2021   | 25     | 17                                           | —                                            | —                                            | 30                                           | 4                                            | —                                            |
| 2022 ^ | 26     | 28                                           | —                                            | —                                            | 24                                           | 9                                            | —                                            |

^ Skada som avslutade säsongen i januari 2022.

### Pallplaceringar
- 7 pallplatser (7 störtlopp); 25 topp-tioplaceringar.

| Säsong |             |                        |           |     |
| Datum  | Plats       | Disciplin              | Plats     |     |
| 2021   | 18 dec 2020 | Val-d'Isère, Frankrike | Störtlopp | 3:e |
| 2021   | 19 dec 2020 | Val-d'Isère, Frankrike | Störtlopp | 3:e |
| 2021   | 9 jan 2021  | St. Anton, Österrike   | Störtlopp | 3:e |
| 2021   | 22 jan 2021 | Crans-Montana, Schweiz | Störtlopp | 3:e |
| 2022   | 3 dec 2021  | Lake Louise, Kanada    | Störtlopp | 2:a |
| 2022   | 4 dec 2021  | Lake Louise, Kanada    | Störtlopp | 2:a |
| 2022   | 18 dec 2021 | Val-d'Isère, Frankrike | Störtlopp | 2:a |

## VM-resultat
| År    |        |                      |                      |                      |                      |                      |                      |
| Ålder | Slalom | Storslalom           | Super G              | Störtlopp            | Kombination          | Lagkombination       |                      |
| 2017  | 21     | —                    | —                    | 28                   | 15                   | DNS1                 | —                    |
| 2019  | 23     | Skadad hela säsongen | Skadad hela säsongen | Skadad hela säsongen | Skadad hela säsongen | Skadad hela säsongen | Skadad hela säsongen |
| 2021  | 25     | —                    | —                    | 15                   | 9                    | DNF1                 | —                    |
| 2023  | 27     | —                    | —                    | 28                   | DNF                  | DNF1                 | —                    |
| 2025  | 29     | —                    | —                    | 19                   | 1                    | —                    | 1                    |

## Olympiska resultat
| År    |        |                     |                     |                     |                     |                     |
| Ålder | Slalom | Storlalom           | Super G             | Störtlopp           | Kombination         |                     |
| 2018  | 22     | —                   | —                   | 14                  | 7                   | —                   |
| 2022  | 26     | Skadad, deltog inte | Skadad, deltog inte | Skadad, deltog inte | Skadad, deltog inte | Skadad, deltog inte |